# Dissertationem botanico-medicam de Rubo
Dissertationem botanico-medicam de Rubo (abreviado Rubo) es un libro con ilustraciones y descripciones botánicas que fue escrito por el explorador, naturalista y botánico sueco Carl Peter Thunberg y publicado en Upsala en el año 1813.